# Knapptorps naturreservat
Knapptorps naturreservat är ett naturreservat i Nora kommun i Örebro län.
Området är naturskyddat sedan 2020 och är 19 hektar stort. Reservatet  ligger  i sluttningen öster om sjön Vikern söder om Gyttorp och består av barrblandskog med inslag av lövträd.